# Alfred Orel
Alfred Orel (* 3. Juli 1889 in Wien, Österreich-Ungarn; † 11. April 1967 ebenda) war ein österreichischer Musikwissenschaftler.

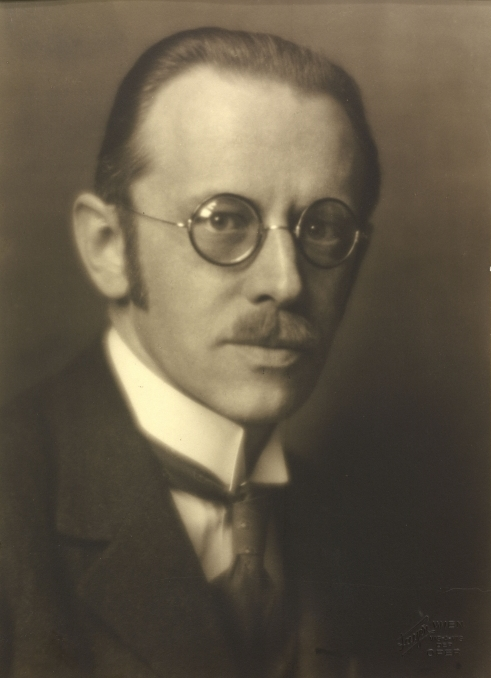
Alfred Orel, 1927 von Georg Fayer fotografiert

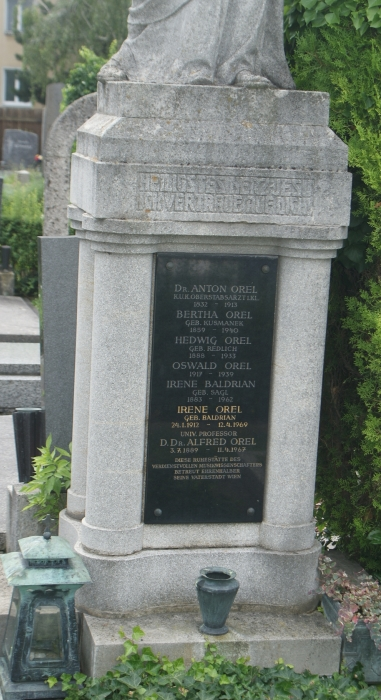
Grabstätte von Alfred Orel

## Leben
Alfred Orel, ein Bruder von Anton Orel, studierte zuerst an der Universität Wien Rechtswissenschaft, worin er 1912 promovierte, und arbeitete im Konzeptdienst des Finanzministeriums. Sein zweites Studium war Musikwissenschaft, worin er ebenfalls promoviert wurde und sich 1922 habilitierte. Von 1918 bis 1940 war er Leiter der Musiksammlung der Wiener Stadtbibliothek. Von 1929 bis 1945 war er außerordentlicher Professor an der Universität Wien. Er war auch Musikkritiker der Wiener Zeitung.
Nach dem „Anschluss Österreichs“ wurde Orel kommissarischer Leiter der Staatsakademie. Sein Antrag auf Mitgliedschaft in der NSDAP von 1938 wurde 1940 abgelehnt. Von 1940 bis 1945 war Orel Vorstand des von ihm gegründeten Instituts für Wiener Musikforschung. Orel war an der Ausgabe des DTÖ beteiligt und schrieb auch eine Reihe von Übungsstücken für die Gitarre.
Nach Ende dem Ende der Herrschaft des Nationalsozialismus musste Orel wegen seiner nationalsozialistischen Gesinnung den Dienst quittieren und betätigte sich als Privatgelehrter.
Sein Grab befindet sich auf dem Döblinger Friedhof (38-7-6) in Wien.